# L'Annonciation de l'église San Barnaba de Florence
Pour les articles homonymes, voir Annonciation (homonymie) et L'Annonciation (Botticelli).
L'Annonciation de  l'église San Barnaba de Florence (en italien Annunciazione della chiesa fiorentina di San Barnaba)   est une peinture de Sandro Botticelli en tempera sur panneau de  49,5 × 58,5 cm réalisée en 1490 et  conservée  à la Kelvingrove Art Gallery and Museum de Glasgow.

## Histoire
Sur l'envers du panneau une note précise la provenance du tableau : l'église San Barnaba (Florence) (it).

## Thème
L'Annonciation est un thème particulièrement développé chez Botticelli comme en témoignent et le nombre de ces tableaux et les variations du traitement du thème.

## Description
Les éléments iconographiques de l'Annonciation sont tous présents : l'hortus conclusus de Marie, sa chambre et son lit, le livre, sa posture en surprise ; l'archange Gabriel arrivant dans la partie gauche de la composition ; la perspective ouverte vers le paysage et le jardin ; cette même perspective appuyée par le dallage sous les pieds de la Vierge et son siège, et  sous les pieds de l'ange ; les pilastres et colonnes séparant les protagonistes, les rayons divins...

## Analyse
Comme quatre des sept Annonciations connues de Botticelli, celle-ci comporte un appareillage de colonnes s'interposant entre Gabriel et Marie, en symbolisation du Christ (Christus est columna).